# 朱武獻
朱武獻（1950年6月10日—），中華民國政治人物、公法學者，畢業於台大法律系、西德薩爾蘭大學博士，曾任宗教聯盟主席、總統府國策顧問、中國佛教會法制委員會主任委員，曾任陸委會法政處長、考試院主秘、行政院人行局局長、保訓會副主任委員、考試院秘書長、銓敘部部長、總統府政改會委員、國展基金會中國中心共同召集人等職，著有《公法專題研究》（2卷）及《人事行政法制論文集》等書。因違紀參選而遭民進黨中評會決議開除黨籍。

## 學歷
朱武獻在國立臺灣大學法律學系及法律研究所取得學士、碩士學位，在西德薩爾蘭大學獲得博士學位。

## 經歷
朱武獻回台后，在輔仁大學擔任副教授；考取1986年公務人員特種考試甲等考試后，進入政府體系，分發到考試院擔任參事；后歷任行政院大陸委員會法政處處長、考試院主任秘書、考試院副秘書長等職，都是簡任事務職公務人員。
1996年，朱武獻出任公務人員保障暨培訓委員會政務副主任委員，轉為政務職公務人員。
2000年5月20日陳水扁政府上任，朱武獻歷任行政院人事行政局局長、總統府國策顧問、銓敘部部長。在銓敘部部長任內，他兼任公務人員退休撫卹基金管理委員會主任委員。
2008年，馬英九政府上任，朱武獻被特偵組以「涉嫌貪汙」展開偵查。特偵組表示，是接獲檢舉，指稱朱武獻涉嫌利用操盤退撫基金機會收受退佣，涉嫌貪汙。後來司法無罪，還其清白。
2011年2月24日，朱武獻與蘇進強擔任國家展望文教基金會中國研究中心共同召集人。
2015年，朱武獻擔任全國宗教聯合發展基金會董事長。
2016年12月3日，下一代幸福聯盟號召群眾走上台北市凱達格蘭大道反對同性婚姻法案，朱武獻以全國宗教聯合發展基金會董事長身分發言，同性婚姻法案會讓家庭婚姻制度崩潰、社會結構與傳統家庭倫理蕩然無存，因此他堅決反對修改《民法》使同性婚姻合法化，但他尊重同性戀者的存在，希望未來以專法保障同性戀者的權利。
2017年6月11日，佛光山佛陀紀念館舉辦中華傳統宗教總會第一屆第三次會員大會，新聘朱武獻與中國國民黨桃園市議員蘇家明為顧問。
2017年11月，宗華教信聯盟成立，朱武獻為首任黨主席。2020年3月4日，民主進步黨中央評議委員會決議，高大成、朱武獻、周芳如、吳達偉、鄭新助、潘建志、張宗傑違紀參選，均開除黨籍。